# Blepharoa mamestrina
Blepharoa mamestrina är en fjärilsart som beskrevs av Butler 1882. Blepharoa mamestrina ingår i släktet Blepharoa och familjen nattflyn. Inga underarter finns listade i Catalogue of Life.